# Whitmore Islands
Whitmore Islands är öar i Kanada.   De ligger i Regional District of Kitimat-Stikine och provinsen British Columbia, i den sydvästra delen av landet, 3 900 km väster om huvudstaden Ottawa. Arean är 0,53 kvadratkilometer.
Terrängen på Whitmore Islands är mycket platt. Den sträcker sig 1,3 kilometer i nord-sydlig riktning, och 0,7 kilometer i öst-västlig riktning.